# Ив Алегре
Ив Алегре (на френски: Yves Allégret) е френски режисьор. 

## Биография
Ив Алегре е роден 13 октомври 1905 г. в Аниер сюр Сен, често работи в жанра ноар. Умира в Париж.
От 1944 до 1949 г. е съпруг на актрисата Симон Синьоре, чиято кариера насърчава. Той е баща на Катрин Алекгрет, актриса.
Той е по-малкият брат на Марк Алегре, също режисьор.

## Избрана филмография
| Година | Филм                          | Оригинално заглавие       |
| ------ | ----------------------------- | ------------------------- |
| 1948   | Деде от Антверп               | Dédée d'Anvers            |
| 1949   | Един толкова хубав малък плаж | Une si jolie petite plage |
| 1953   | Горделивите                   | Les orgueilleux           |
| 1954   | Мамзел Нитуш                  | Mam'zelle Nitouche        |
| 1957   | Когато в това е замесена жена | Quand la femme s’en mêle  |
| 1959   | Амбициозната                  | L'Ambitieuse              |
| 1960   | Пикник на кучетата            | Chien de pique            |
| 1963   | Жерминал                      | Germinal                  |